# سيمون دونالدسون
سيمون دونالدسون  (بالإنجليزية: Simon Donaldson)‏ هو عالم رياضيات بريطاني ولد في 20 أغسطس 1957

 في كامبريدج، إنجلترا ، اشتهر بعمله على طوبولوجيا حائز على جائزة وسام فيلدز، وفي عام 2009 حاز على جائزة شو. 

## وصلات خارجية
- الموقع الرسمي لجائزة وسام فيلدز